# Warszawska Kolej Dojazdowa
Die Warszawska Kolej Dojazdowa (deutsch Warschauer Pendlerbahn, auch als Regionaler Schienenverkehr Warschau bezeichnet) ist eine Nahverkehrs-Eisenbahnstrecke im Warschauer Ballungsraum wie auch der Name des sie betreibenden Unternehmens. Die Strecke verläuft ab der Warschauer Innenstadt durch die Warschauer Stadtbezirke Ochota und Włochy zu den südwestlich der Stadt gelegenen Kreisen Pruszków und Grodzisk (mit den Gemeinden Michałowice, Pruszków, Brwinów, Podkowa Leśna, Milanówek und Grodzisk Mazowiecki).

## Geschichte
Die Strecke wurde am 11. Dezember 1927 als erste elektrische Normalspurbahn Polens unter dem Namen Elektryczne Koleje Dojazdowe (EKD) eröffnet. Eigentümer war das 1918 gegründete und vorwiegend im Energiesektor tätige Unternehmen Siła i Światło SA, dem Kraftwerke in Pruszków, Zagłębie Dąbrowskie und Zagłębie Kraków gehörten. Der Bau der Strecke hatte in Komorów begonnen und war von dort aus gleichzeitig in beide Richtungen durchgeführt worden. Die ursprüngliche Trassenführung in Warschau unterschied sich von der heutigen. Die EKD-Trasse lief getrennt von der der damaligen Warschau-Wiener Eisenbahn, entlang der Ulica Nowogrodzka bis zur Endstation Warszawa Marszałkowska. Zu den Bauarbeiten gehörte die Errichtung der ersten Rahmenbrücke Polens, die über den Fluss Utrata in der Nähe von Pruszków führte.
Bei der Anlage der Strecke wurde moderne Technik verbaut. Aus Schweden wurden automatische Übergangsampeln mit integrierten Sicherheitssystemen importiert; aus England kam die Signaltechnik. Von dort wurde auch die Fahrzeuge bezogen: 20 Triebwagen und 20 Beiwagen wurden speziell für EKD im englischen Werk der English Electric in Preston gebaut. Die maximale Geschwindigkeit der Züge betrug 70 km/h; auf den EKD-Strecken wurden in der Stadt maximal 40 km/h und außerhalb 60 km/h zugelassen. Sie waren mit Druckluftbremsen der Westinghouse Electric Corporation ausgestattet.
Im Jahr 1928 wurden 1,16 Millionen Passagiere befördert. 1932 waren es bereits 1,7 Millionen und zwei Jahre später 2,68 Millionen Fahrgäste; die Anzahl wuchs bis zum Ausbruch des Zweiten Weltkriegs weiter. Obwohl ursprünglich für die Personenbeförderung gebaut, wurden mit der EKD auf Gütertransporte durchgeführt. Güterwagen waren in den planmäßigen Personenzügen enthalten. In der Nachkriegszeit wurde in Komorów ein Schalter eigens zur Warenannahme betrieben.
Im Oktober 1947 begann der Verstaatlichungsprozess der EKD. Die Übernahme durch die Polskie Koleje Państwowe (PKP) wurde 1951 abgeschlossen, indem die Strecke an die Bezirksdirektion der Staatsbahn in Warschau übergeben und der Name von EKD in Warszawska Kolej Dojazdowa (WKD) geändert wurde. Im Jahr 1948 wurden 13 Millionen Passagiere befördert. Um 1970 wurden mit dem Ansteigen des Straßenverkehrs die innerstädtischen Abschnitte Grodzisk Maz. Radońska – Grodzisk Maz. WKD und Milanówek Graniczna – Milanówek WKD (später auch der Abschnitt Milanówek Grudów – Milanówek Graniczna) stillgelegt.

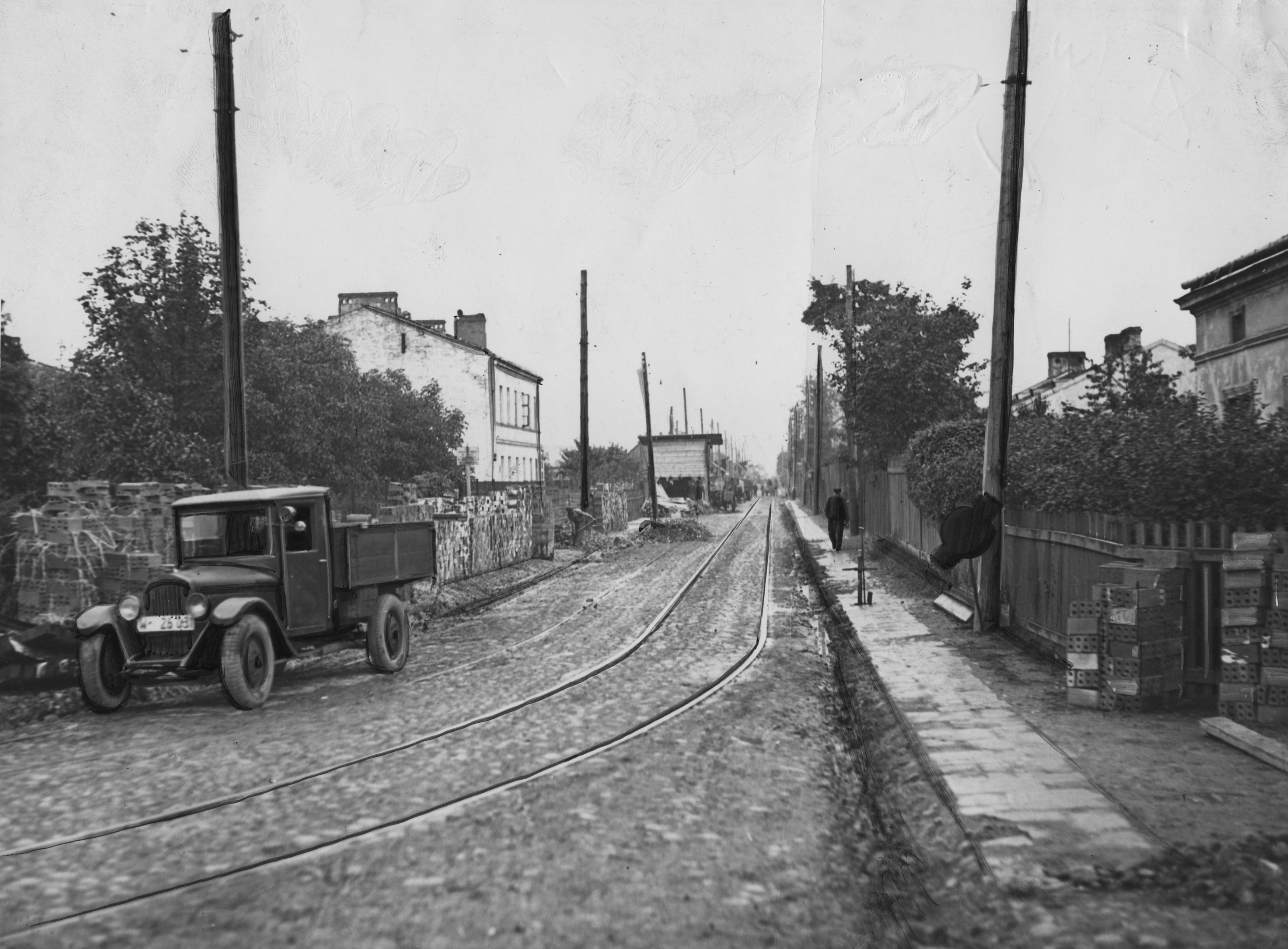
1935: Einspuriger Streckenverlauf der EKD entlang der Ulica Szczęśliwicka in Warschau
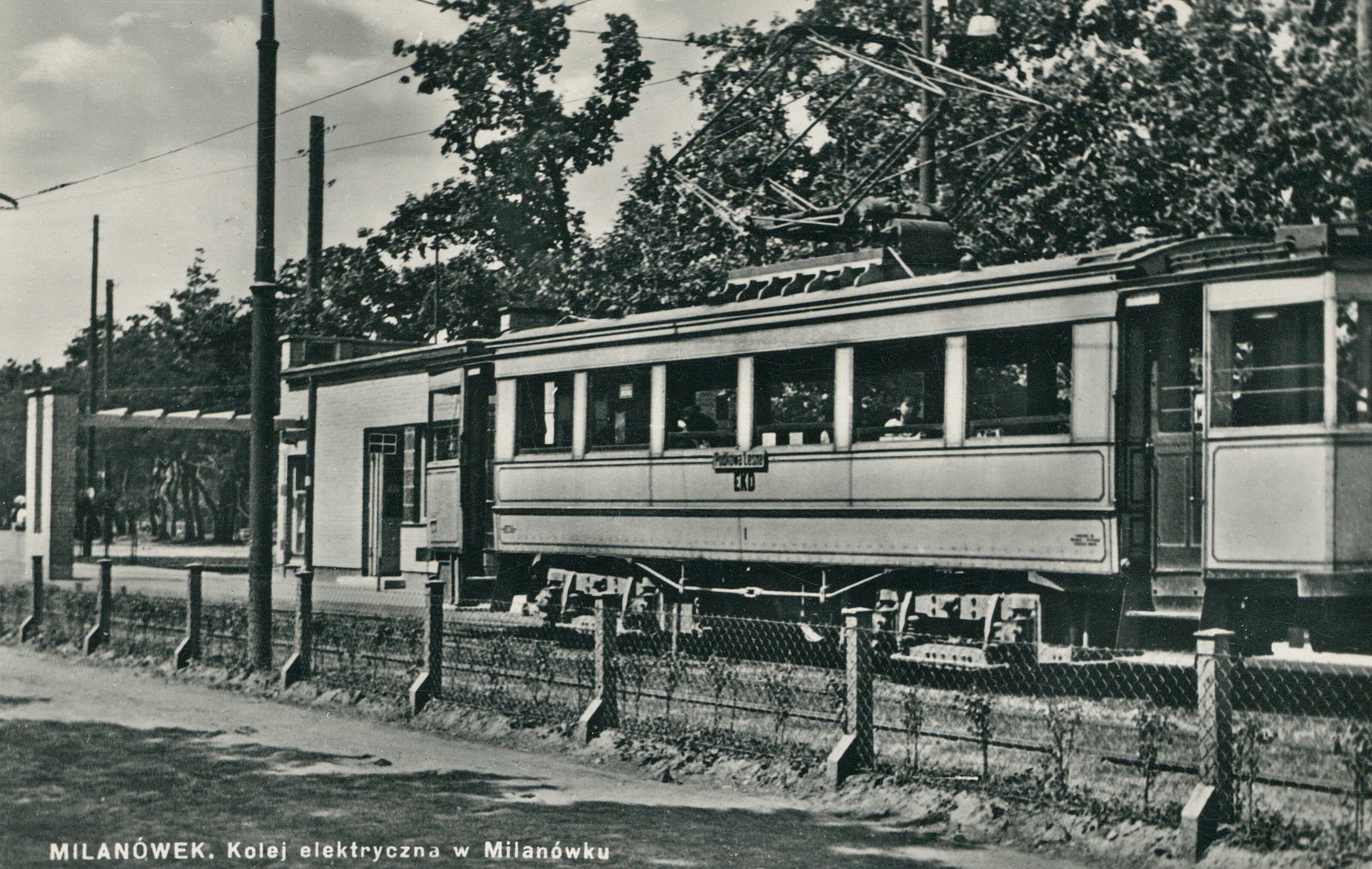
Um 1940: EKD-Triebwagen an der Station in Milanówek
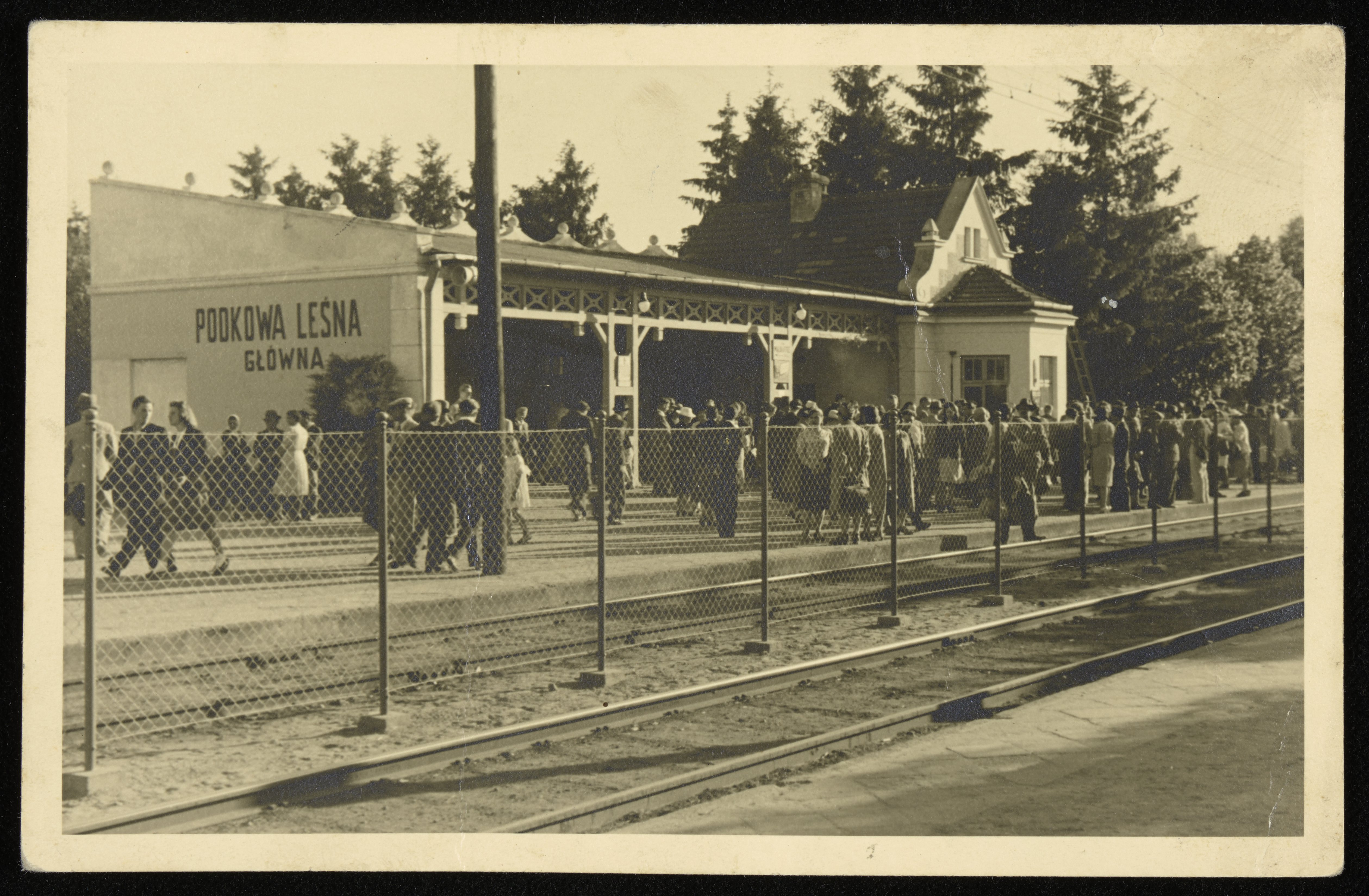
1942: EKD-Station in Podkowa Leśna
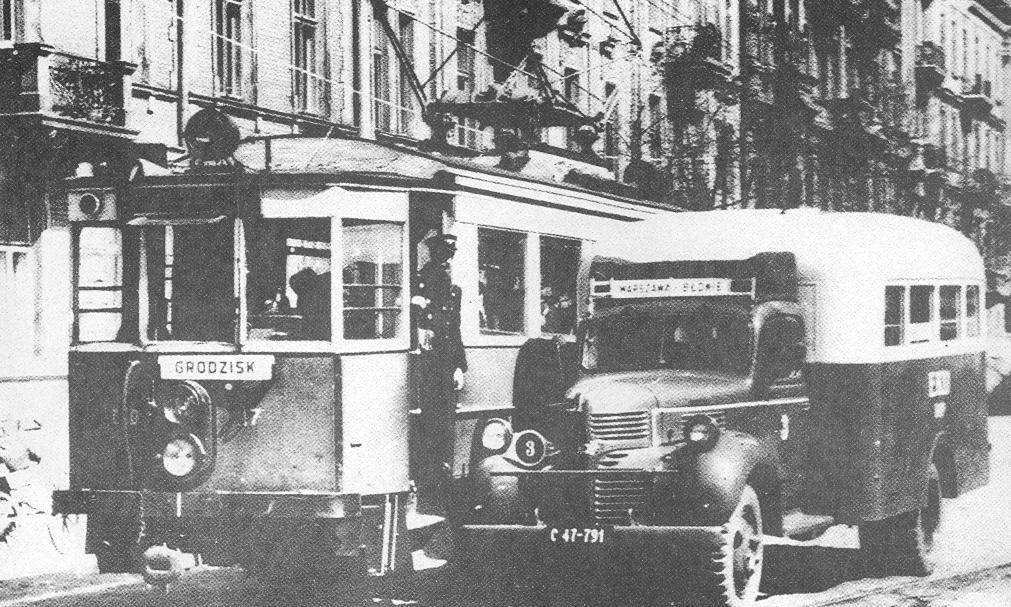
1945/46: EKD-Triebwagen (Linie 17) neben einem EKD-Bus (Linie 3) in Warschau

In den Jahren 1960 bis 1975 erfolgten Investitionen in das Schienennetz und es wurden neue Inspektions- und Reparaturhallen sowie Bürogebäude errichtet. 1963 wurde die Innenstadttrasse liquidiert, stattdessen wurde die Strecke nun ab dem Bahnhof Warszawa Zachodnia in Richtung Zentrum neben der PKP-Trasse der Linia Średnicowa entlanggeführt; an der Ulica Chałubiński wurde die neue Endstation Warszawa Śródmieście WKD gebaut. 1972 wurde der veraltete englische Fuhrpark durch Züge der EN94-Serie ersetzt, die bei Państwowa Fabryka Wagonów in Wrocław hergestellt wurden.
Mitte der 1990er Jahre beschlossen die polnischen Staatsbahnen, die WKD-Strecke von ihren Strukturen zu trennen. Es folgten mehrjährige Umstrukturierungen bei den PKP. Im Juli 2001 nahm die neu gegründete PKP Warszawska Kolej Dojazdowa Sp.z o.o. ihre Geschäftstätigkeit auf; noch war die Strecke Teil der PKP-Gruppe. Im Jahr 2004 kam es im Rahmen der Privatisierung zur Ausschreibung des Unternehmens. Diese wurde von einem Konsortium regionaler Körperschaften gewonnen, darunter die Woiwodschaftsverwaltung von Masowien, die Stadt Warschau sowie mehrere an der WKD-Trasse gelegene Gemeinden. Nach mehreren Erhöhungen des Grundkapitals hält die Woiwodschaft heute einen Großteil der Anteile an der WKD.

## Verlauf
Die Bahn bedient vier Bahnhöfe und 24 Haltepunkte. Endstation ist in Warschau der unterirdische Bahnhof Warszawa Śródmieście WKD, der durch einen Fußgängertunnel mit den unterirdischen Bahnsteiganlagen des Fernverkehrbahnhofs Warszawa Centralna verbunden ist. Von Warszawa Śródmieście WKD führt die Strecke 47 über eine Entfernung von 32,5 Kilometern bis zur Station Grodzisk Mazowiecki Radońska. Unterwegs befinden sich die Haltepunkte Warszawa Ochota (am Haltepunkt Warszawa Ochota der PKP), Warszawa Zachodnia (am Bahnhof Warszawa Zachodnia der PKP), Warszawa Reduta Ordona, Warszawa Aleje Jerozolimskie (an der Aleje Jerozolimskie), Warszawa Raków, Warszawa Salomea, Opacz, Michałowice (Michałowice), Reguły, Malichy, Tworki, Pruszków WKD (Pruszków), Komorów, Nowa Wieś Warszawska, Kanie Helenowskie, Otrębusy, Podkowa Leśna Wschodnia (Podkowa Leśna), Podkowa Leśnia Główna, Podkowa Leśna Zachodnia, Kazimierówka, Brzózki, Grodzisk Mazowiecki Okrężna (Grodzisk Mazowiecki), Grodzisk Mazowiecki Piaskowa, Grodzisk Mazowiecki Jordanowice bis zum Endbahnhof Grodzisk Mazowiecki Radońska. Bis zum Bahnhof Podkowa Leśna Główna verläuft die Trasse zweigleisig (25 km), ab dort nur noch mit einem Gleis (7,5 km).
Neben der Hauptstrecke (Nr. 47) gibt es zwei Seitenstrecken. An der Station Podkowa Leśna Zachodnia zweigt die Strecke 48 ab, die den Haltepunkt Polesie und den Endhaltepunkt Milanówek Grudów anfährt. Die Strecke ist eingleisig mit einer Länge von 2,9 km. Auf dem Trassenstück zwischen den Bahnhöfen Pruszków WKD und Komorów zweigt eine nicht vom Personenverkehr genutzte 3,4 km lange eingleisige und nichtelektrifizierte Trasse (Nr. 512) zum PKP-Bahnhof Pruszków ab. Die Weiterführungen in Milanówek und Grodzisk zum jeweiligen Bahnhof an der Bahnstrecke Warszawa–Katowice existieren nicht mehr.
Zwischen den Haltepunkten Warszawa Aleje Jerozolimskie und Warszawa Raków überquert die hier zweigleisige WKD-Strecke die PKP-Trasse Warszawa–Radom.

Streckenverlauf, dunkelgrau = Stadtbereich Warschau
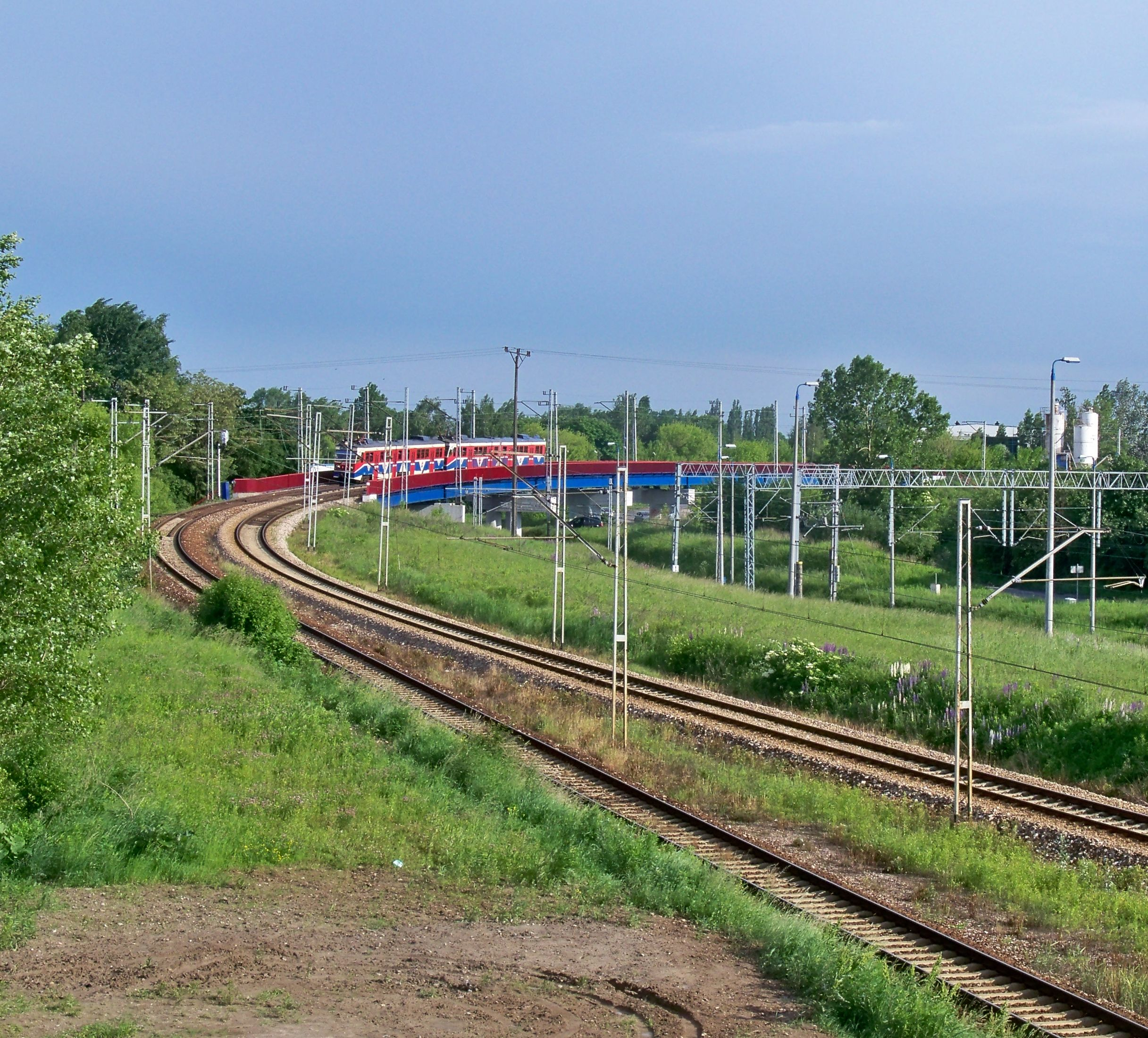
2013: EN94-Zug auf einer Gleisüberführung in der Nähe der Aleje Jerozolimskie (Strecke 47)
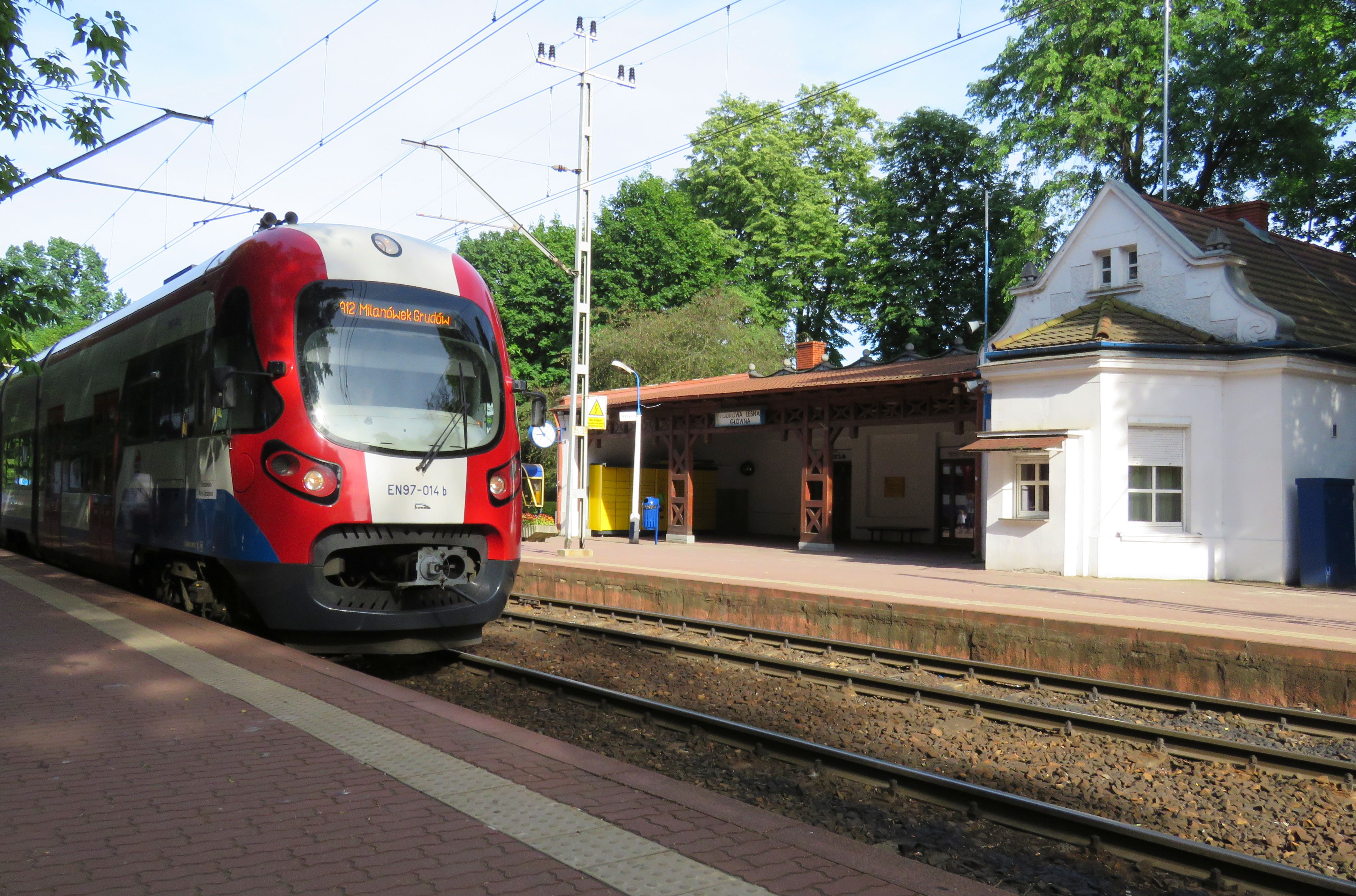
2016: Ein EN97 an der WKD-Station Podkowa Leśna Główna in Podkowa Leśna (Strecke 48)
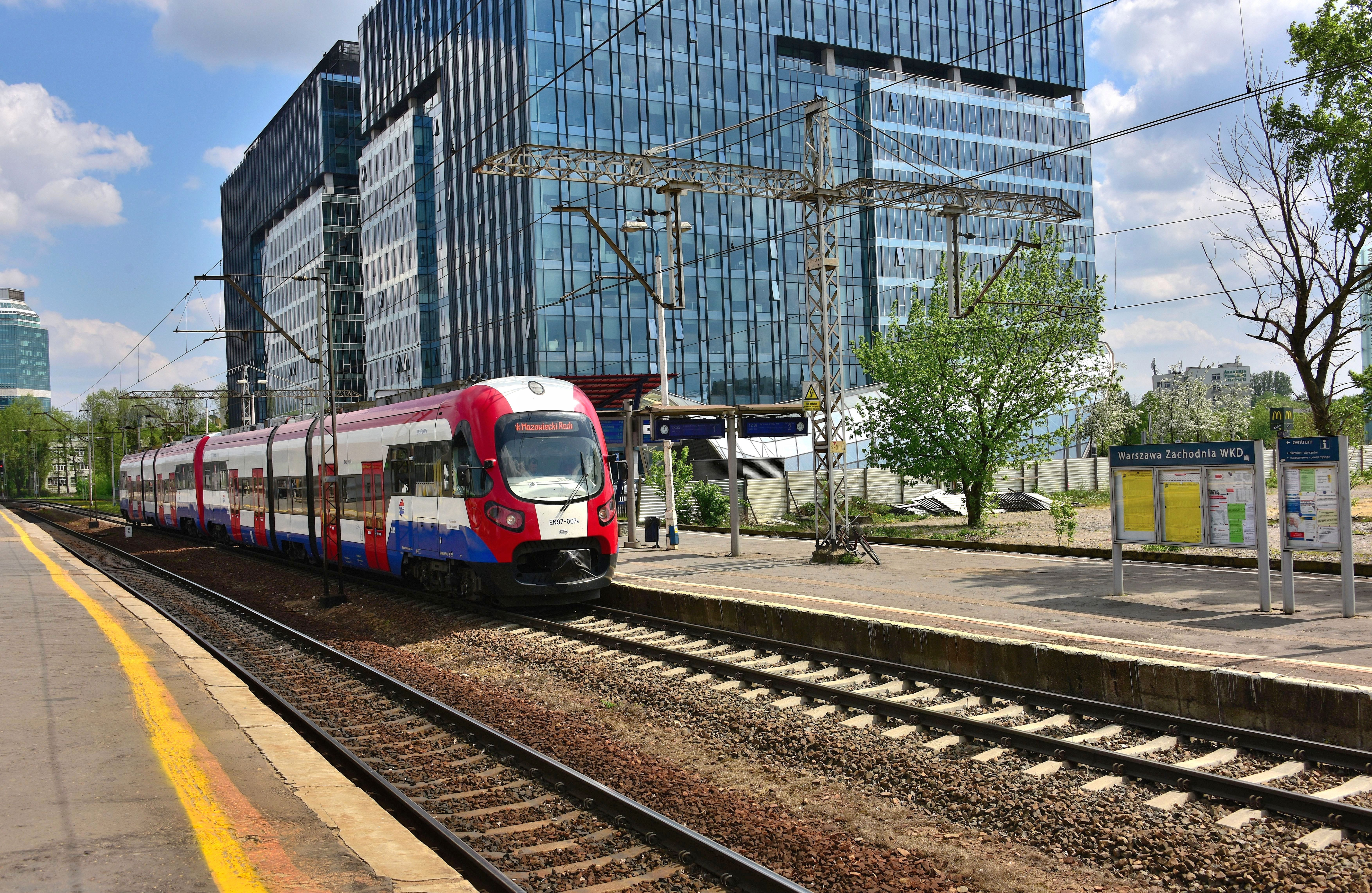
2019: EN97-Zug am WKD-Bahnsteig des Bahnhofs Warszawa Zachodnia (Strecke 47)

## Ausbauzustand und Ausstattung
Die Stationen sind mit Unterständen, Beleuchtung und Lautsprecheranlagen ausgestattet, die durchschnittliche Entfernung zwischen ihnen beträgt 1250 Meter. Es existieren 45 Bahnübergänge.
Obwohl die Strecke aus historischen Gründen rechtlich als Straßenbahn konzessioniert ist, wurde die gesamte Streckeninfrastruktur mittlerweile vollständig auf Eisenbahnniveau angepasst. Es werden elektrische Triebzüge der Baureihen EN95, EN97 und EN100 eingesetzt. Das Rückgrat der WKD sind die 14 EN97-Züge. Sie verfügen über 120 Sitzplätze und können bis zu 500 Fahrgäste aufnehmen. Ihre Beschaffung wurde 2009 ausgeschrieben; im Jahr 2010 erhielt das Unternehmen Pojazdy Szynowe PESA Bydgoszcz SA den Zuschlag. Das erste Fahrzeug dieser Baureihe (33EW) wurde Anfang Dezember 2011 ausgeliefert und ab Januar 2012 eingesetzt. Die Anschaffung wurde durch den Europäischen Fonds für regionale Entwicklung im Rahmen eines Förderprogramms der Woiwodschaft Masowien sowie über die Europäische Investitionsbank kofinanziert.

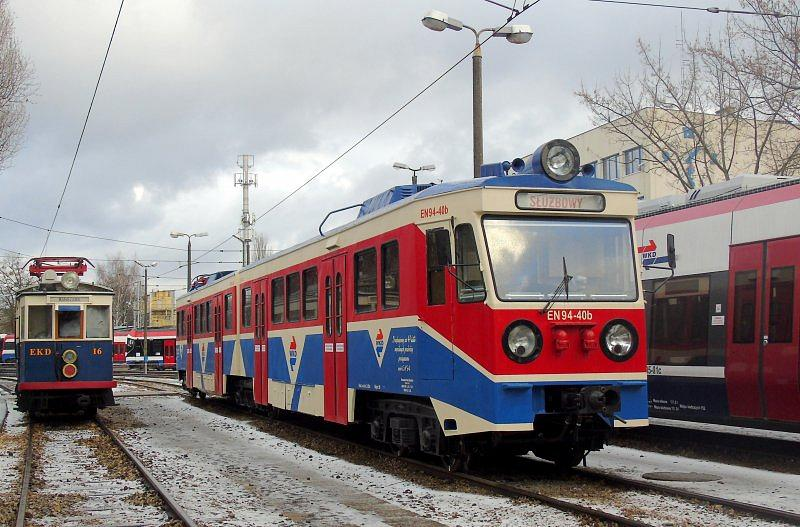
Pafawag 101N (EN94), eingesetzt von 1972 bis 2016. Links eine English Electric/Konstal (EN80) eingesetzt von 1927 bis 1972
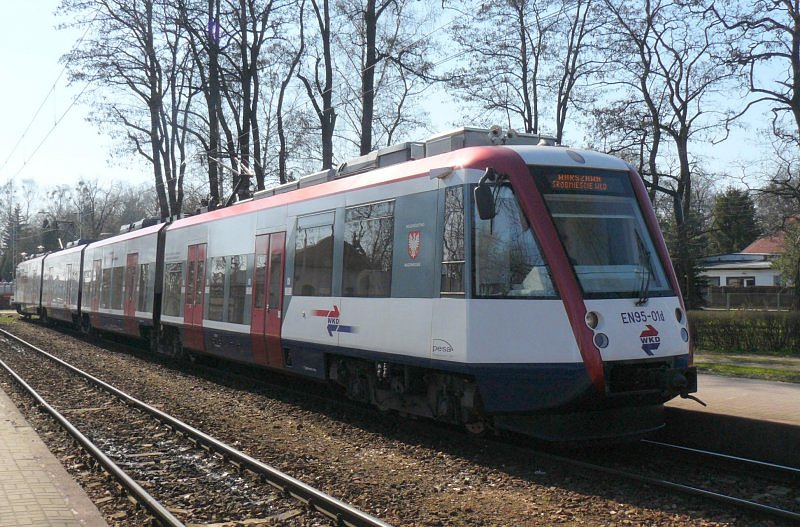
Pesa Mazovia 13WE (EN95), seit 2004 im Dienst
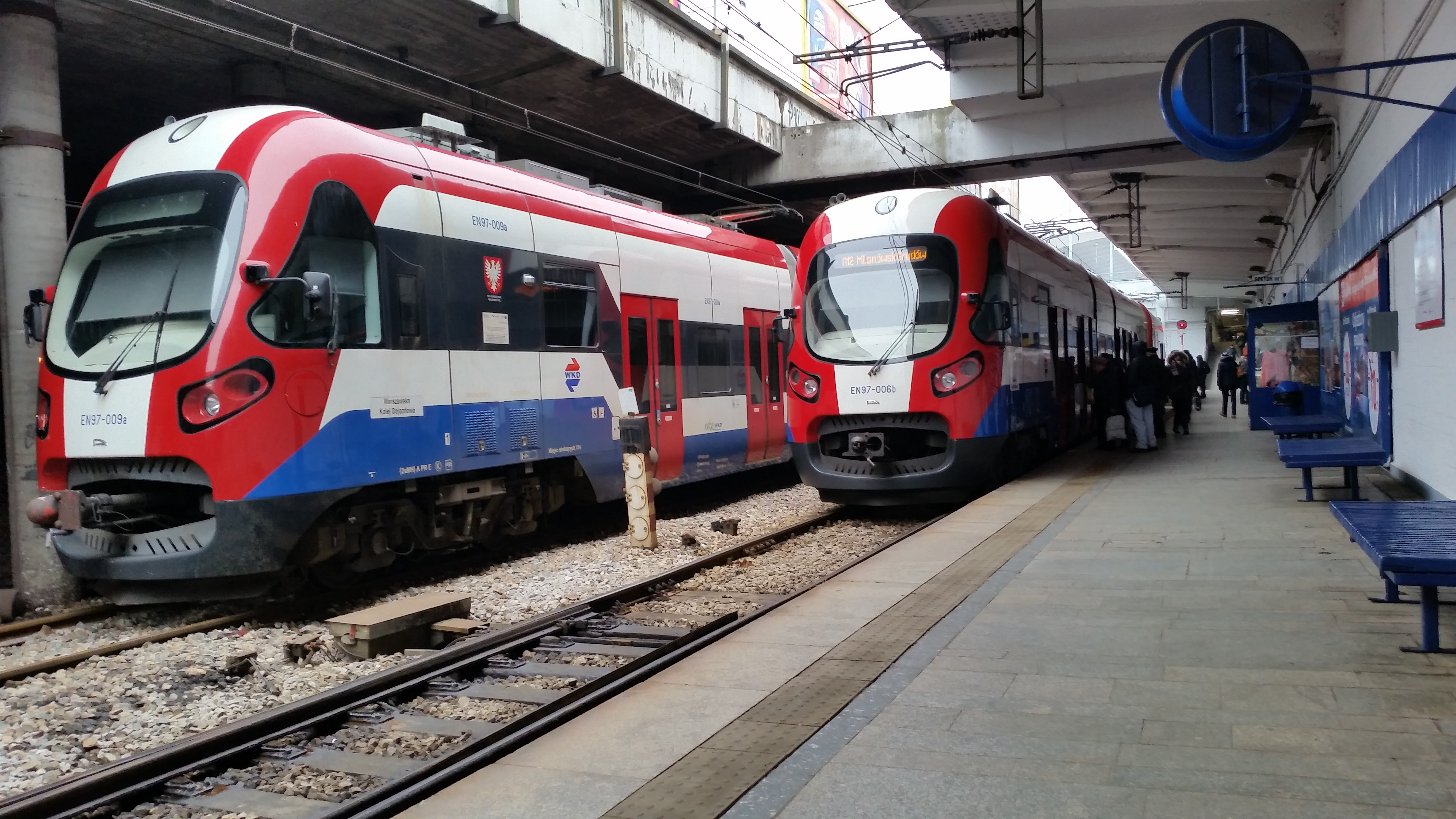
Zwei Pesa 33WE (EN97, seit 2012 im Dienst) an der Endstation Warszawa Śródmieście WKD
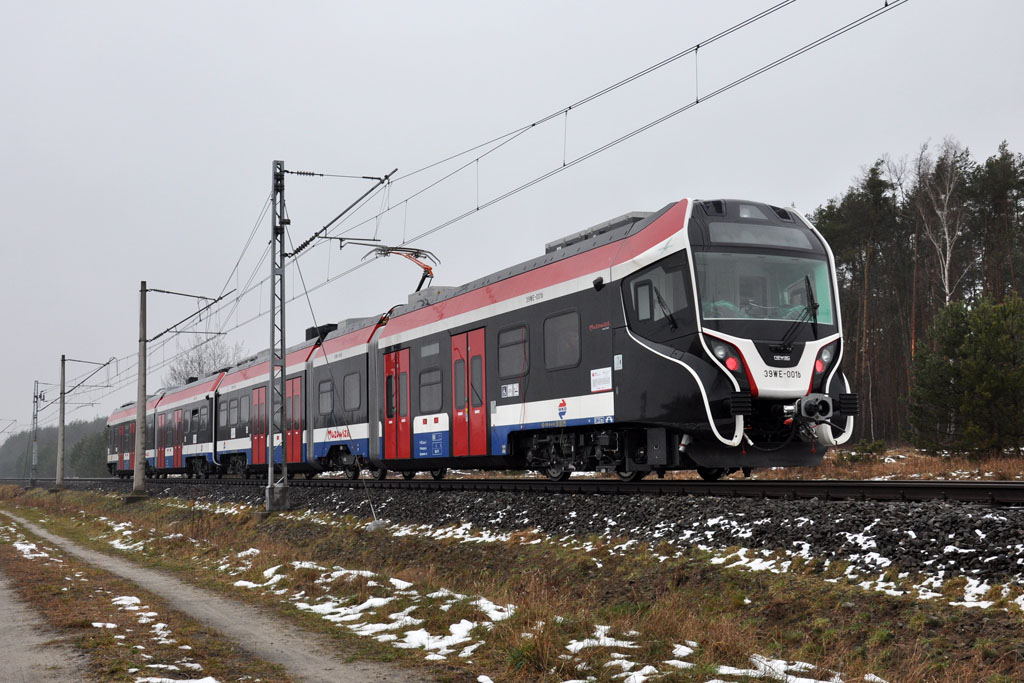
Newag 39WE (EN100), seit 2016 im Dienst